# جزيرة ارس
جزيرة ارس من الجزر الصغيرة علي نهر النيل وتقع شمال مدينة دنقلا شمال جزيرة مقاصر
من الشرق نجد مناطق الترعة والهمك وكلتوس ومن الغرب الزورات

## السكان
عدد سكانها حوالي 1000 إلى 1500 نسمة يعملون بالزراعة.

## الخدمات الحكومية
بها مدرسة أساس أما الثانوي الدراسة تكون بمدارس السير ودنقلا
تم إدخال الكهرباء العامة إلى الجزيرة حديثا
هنالك رابطة لأبناء جزيرة إرس بالخرطوم مقرها الكلاكلة صنقعت ، يتحدث السكان اللغة النوبية (رطانة الدناقلة)

## وصلات خارجية
- موقعها على الخارطة - wikimapia - جزيرة ارس